# Джарилгацький заказник
Джарилгацький — один з об'єктів природно-заповідного фонду Херсонської області, ботанічний заказник загальнодержавного значення із загальною площею 300 га. Створений у 1974 році.
Джарилгацький заказник розташований на території острова Джарилгач Скадовського району. Природно-заповідний об'єкт охороняє червонокнижні види золотобородника цикадового, який зростає на дещо підвищених ділянках рельєфу в степовій центральній частині острова.
Територія заказника є зоною абсолютної заповідності національного природного парку «Джарилгацький».

## Галерея

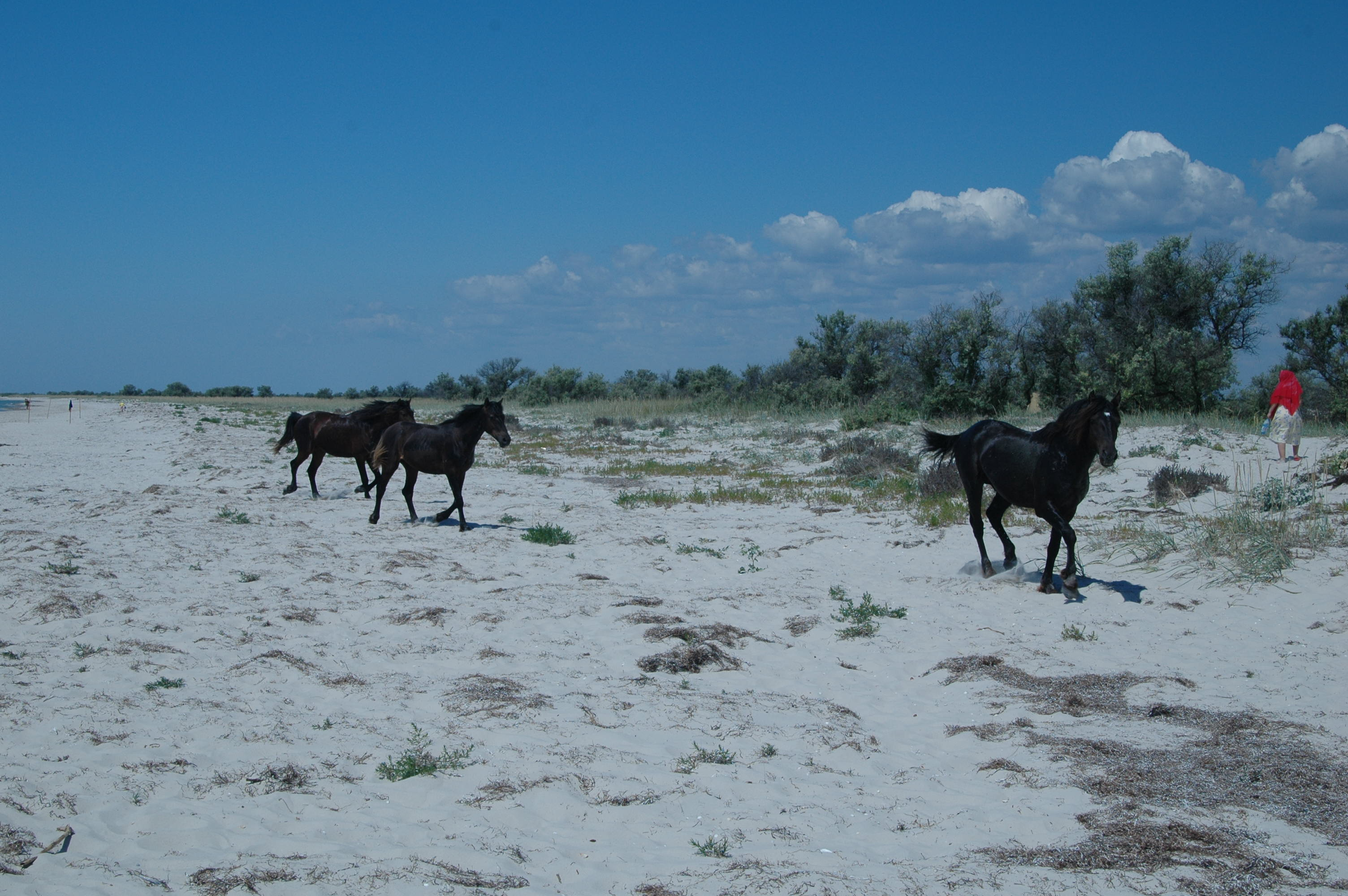
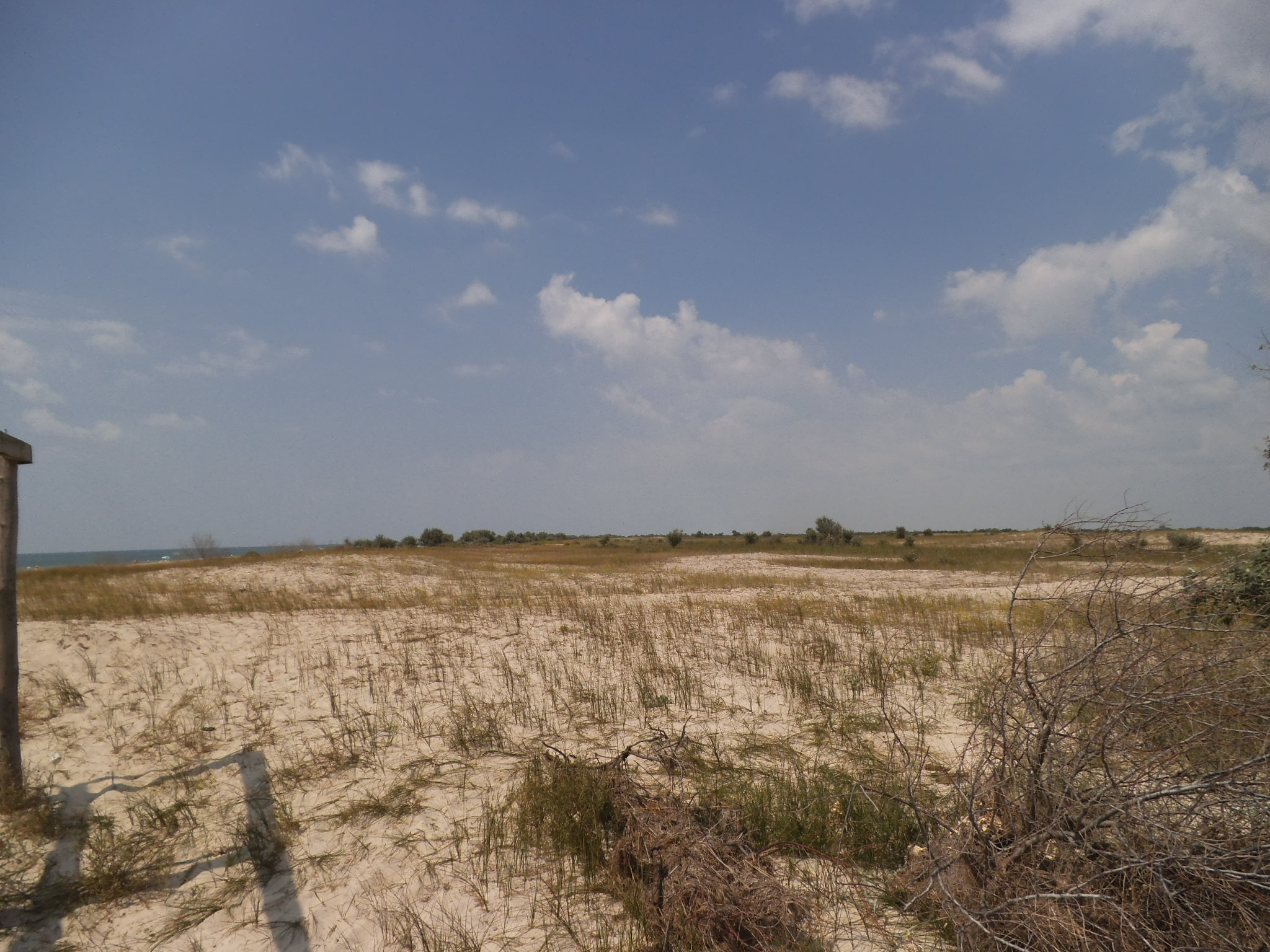
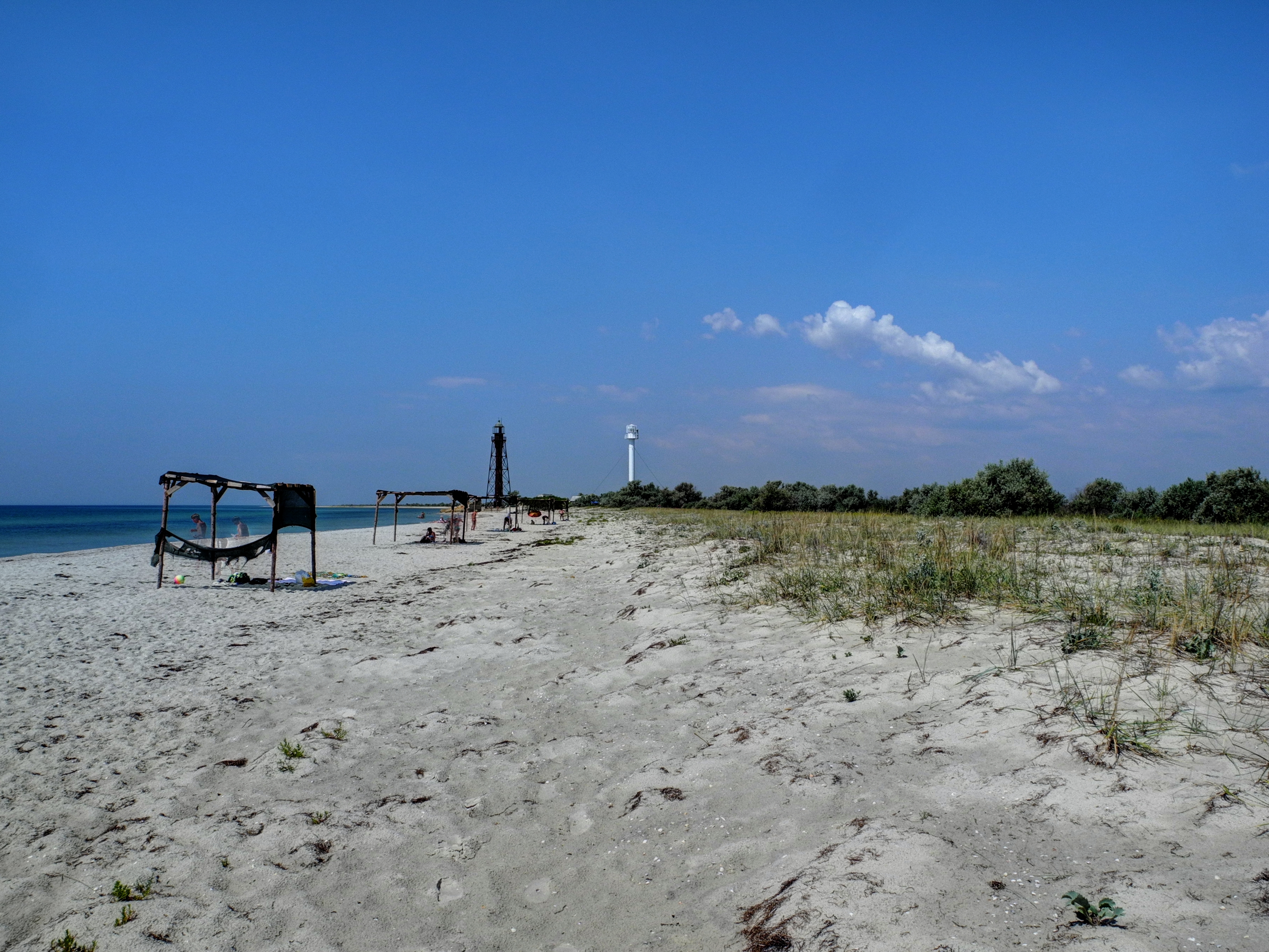